# Caudites
Caudites is een geslacht van kreeftachtigen uit de klasse van de Ostracoda (mosselkreeftjes).

## Soorten
- Caudites acosaguensis Swain & Gilby, 1967
- Caudites acrocaudalis  (Liu, 1989) Yang & Chen & Hang, 1990 †
- Caudites africanus Omatsola, 1972
- Caudites alatus Ohmert, 1971 †
- Caudites albatrossi Pokorny, 1972 †
- Caudites algicola Hartmann, 1974
- Caudites angulatus Puri, 1960
- Caudites anterocatenularis Whatley & Keeler, 1989
- Caudites anteroides Pokorny, 1972 †
- Caudites asymmetricus Pokorny, 1972 †
- Caudites bensoni Ohmert, 1971 †
- Caudites calceolatus (Costa, 1853) Ruggieri, 1959 †
- Caudites calderanus Ohmert, 1971 †
- Caudites chipolensis Puri, 1953
- Caudites clathratus (Hartmann, 1962) Ohmert, 1971
- Caudites copiapensis Ohmert, 1971 †
- Caudites croca Bate, Whittaker & Mayes, 1981
- Caudites cuneiformis (Terquem, 1878) Wouters, 1974
- Caudites dacunhai Hartmann, 1974
- Caudites diagonalis Sanguinetti, 1979 †
- Caudites elegans Ohmert, 1971 †
- Caudites elongatus Hartmann, 1978
- Caudites exmouthensis Hartmann, 1978
- Caudites fluminensis Coimbra & Ornellas, 1987
- Caudites formosensis Hu, 1981 †
- Caudites fragilis LeRoy, 1943 †
- Caudites galapagensis Pokorny, 1972 †
- Caudites geniculatus Bonaduce, Ruggieri, Russo & Bismuth, 1992 †
- Caudites gnomus Coimbra & Ornellas, 1987
- Caudites gujaratensis Khosla, 1979 †
- Caudites highi Teeter, 1975
- Caudites hipolitoensis Swain & Gilby, 1974
- Caudites howei Puri, 1960
- Caudites impostor Hornibrook, 1953 †
- Caudites indicus Tewari & Singh, 1967 †
- Caudites jacksonvillensis Swain, 1952 †
- Caudites jasonensis (Zhao (Yi-Chun) & Whatley, 1989) Mostafawi, 1992 †
- Caudites javanus (Kingma, 1948) Keij, 1953
- Caudites kennedyi Rossi De Garcia, 1966 †
- Caudites knysnaensis Hartmann, 1974
- Caudites leguminosus Bold, 1963 †
- Caudites leizhouensis Guan, 1978 †
- Caudites levis Hartmann, 1964
- Caudites litusorienticolus Hartmann, 1981
- Caudites longirostris Yassini, Jones & Jones, 1993
- Caudites margaritatus Pokorny, 1972 †
- Caudites mckenziei Ohmert, 1971 †
- Caudites mcmillani Whatley & Keeler, 1989
- Caudites medialis Coryell & Fields, 1937 †
- Caudites mediterranensis Bassiouni, 1965 †
- Caudites monsmirabiliensis Apostolescu, 1955 †
- Caudites moyesi Mckenzie et al., 1979 †
- Caudites munita Bonaduce, Masoli, Minichelli & Pugliese, 1980
- Caudites nipeensis Bold, 1946 †
- Caudites obliquecostatus Bold, 1963 †
- Caudites ohmerti Coimbra & Ornellas, 1987
- Caudites orientalis Soenmez-Goekcen, 1973 †
- Caudites pacificus Pokorny, 1972 †
- Caudites pailisheyi Hu & Tao, 2008
- Caudites paraasymmetricus Hazel, 1983 †
- Caudites paranteroides Pokorny, 1972 †
- Caudites posdiagonalis Sanguinetti, Ornellas & Coimbra, 1992 †
- Caudites posterocostatus (Ishizaki, 1966) Yajima, 1982 †
- Caudites procelatus Al-Furaih, 1980 †
- Caudites propelevis Hartmann, 1981
- Caudites purii (Mckenzie & Swain, 1967) Valentine, 1976
- Caudites rectangularis (Brady, 1869) Ruggieri, 1953
- Caudites retusus Hu, 1981 †
- Caudites rosaliensis Swain, 1967
- Caudites sager Bold, 1970 †
- Caudites sanctaecrucis Pokorny, 1972 †
- Caudites scopulicolus Hartmann, 1981
- Caudites sellardsi (Howe & Neil in Howe, Hadley et al., 1935) Coryell & Fields, 1937 †
- Caudites seminudus Whatley & Keeler, 1989
- Caudites serratus Benson & Kaesler, 1963
- Caudites sublevis Bonaduce, Masoli, Minichelli & Pugliese, 1980
- Caudites swaini Ohmert, 1971 †
- Caudites symmetricus Bate, Whittaker & Mayes, 1981
- Caudites tankardi Dingle & Honigstein, 1994
- Caudites tricostatus Bate, Whittaker & Mayes, 1981
- Caudites unicostata Hu & Tao, 2008
- Caudites vandenboldi Coimbra & Ornellas, 1987
- Caudites venezuela Rodriguez, 1969 †
- Caudites yamatoi Hu & Tao, 2008
- Caudites yambaensis Hartmann, 1981